# Гульбрандсен, Рагнхильд
Рагнхильд Эрен Гульбрандсен (норв. Ragnhild Øren Gulbrandsen, род. 22 февраля 1977, Нарвик, Нурланн) — норвежская футболистка, нападающая. Олимпийская чемпионка 2000 года.

## Карьера
Большую часть игровой карьеры провела в клубе «Тронхейм-Эрн». Трёхкратная чемпионка Норвегии, четыре раза выигрывала кубок страны. 
В 2000 году стала олимпийской чемпионкой. В финальном матче турнира забила один из мячей в ворота сборной США.
В 2002 и 2003 годах выступала за Бостон Брейкерс в лиге WUSA. 
В 2005 году объявила о завершении карьеры, но позже возобновила выступления за «Аскер». В 2006 году вместе с клубом выиграла чемпионат Норвегии. 
В 2007 году забила шесть мячей на чемпионате мира, получив Бронзовую бутсу. 
После завершения карьеры работает журналистом в газете Budstikka.

## Личная жизнь
Отец футболистки — Одд Гульбрандсен, в прошлом игрок «Русенборга».